# Matsucoccus subdegeneratus
Matsucoccus subdegeneratus är en insektsart som beskrevs av Morrison 1939. Matsucoccus subdegeneratus ingår i släktet Matsucoccus och familjen pärlsköldlöss.
Artens utbredningsområde är Dominikanska republiken. Inga underarter finns listade i Catalogue of Life.